# Zum Tod meiner Mutter
Zum Tod meiner Mutter (englischer Titel The Death of my Mother) ist ein deutscher Spielfilm unter der Regie von Jessica Krummacher aus dem Jahr 2022. Der Film feierte im Februar 2022 auf der Berlinale seine Weltpremiere in der Sektion Encounters.

## Handlung
In ruhigen, wenigen Einstellungen erzählt der Film von einem Abschied. Weil sie nicht mehr leben will, hört die schwerkranke Kerstin, Mitte 60, damit auf, Nahrung und Flüssigkeit zu sich zu nehmen. Ihre Tochter Juliane, Mitte 30, begleitet sie auf diesem Weg. Sie spricht immer wieder mit Freunden über die Situation und erlebt die palliative Versorgung ihrer Mutter mit. Sie hält aus, wie Menschen sich von ihrer Mutter verabschieden und erlebt selbst einen langsamen Abschied. Dieser führt zu großer körperlicher und innerer Nähe der beiden Frauen bis zu Kerstins von beiden herbeigesehntem Tod.

## Produktion

### Filmstab

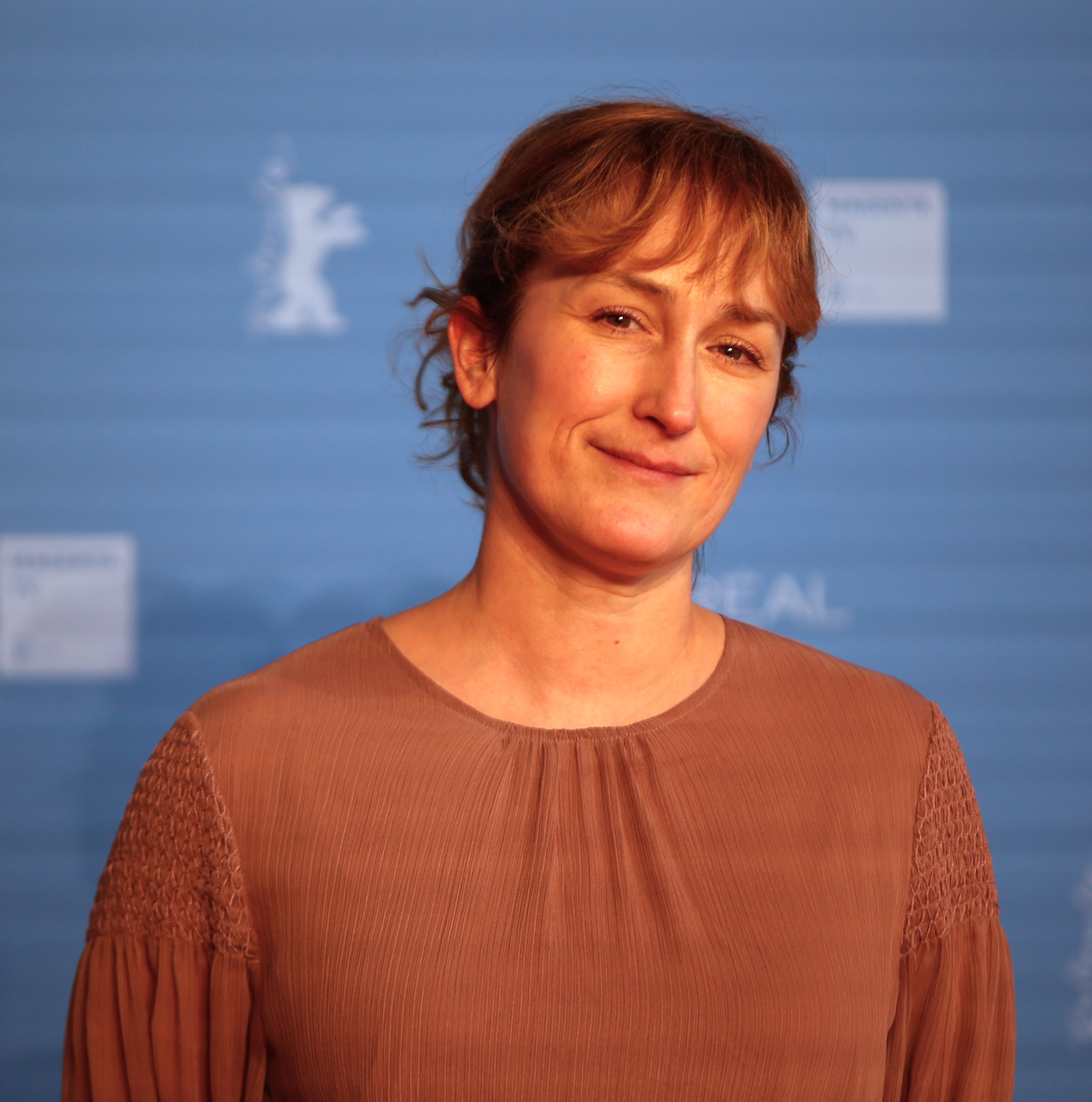
Jessica Krummacher, Berlinale 2022

Regie führte Jessica Krummacher, von der auch das Drehbuch stammt. Sie schrieb es nach eigenen Erfahrungen.
In wichtigen Rollen sind Birte Schnöink (Juliane), Elsie de Brauw (Kerstin) und Susanne Bredehöft (Birgit) zu sehen. 

### Produktion und Förderungen
Produziert wurde der Film von Tobias Walker und Philipp Worm. Unterstützer waren der Deutsche Filmförderfonds, die Beauftragte der Bundesregierung für Kultur und Medien, die Film- und Medienstiftung NRW und der FilmFernsehFonds Bayern.

### Dreharbeiten und Veröffentlichung
Gedreht wurde etwa fünf Wochen lang im September und Oktober 2020 in Hagen und Bochum.
Der Vertrieb liegt in den Händen der Grandfilm GmbH. Der Film feierte am 12. Februar 2022 auf der Berlinale seine Weltpremiere in der Sektion Encounters.

## Auszeichnungen und Nominierungen
- 2022: Internationale Filmfestspiele Berlin, Sektion Encounters: Preis für den Besten Film, Preis für die Beste Regie, Spezialpreis der Jury (nominiert)[5]